# Баркер, Никола
Никола Ба́ркер (англ. Nicola Barker; род. 30 марта 1966, Или, Кембриджшир) — британская писательница, чьи книги были удостоены ряда литературных премий, в том числе премии Джона Луэллина-Риса, международной литературной премии IMPAC, премии Хоторндена и премии Голдсмита и других.

## Биография
Детство Никола Баркер провела в Южной Африке, в 1980 году семья вернулась в Англию и после окончания школы она поступила в Кингс-колледж Кембриджского университета.
Её литературный дебют состоялся в 1993 году с книгой «Любите своих врагов», сборником рассказов, за который она получила премию Дэвида Хайэма за прозу и премию «Серебряное перо Макмиллана» от британского ПЕН-клуба. В 1996 году за сборник рассказов Heading Inland (1996) она была удостоена премии Джона Ллевеллина Риса от газеты The Mail on Sunday.
За роман Wide Open (1998), повествующий о двух братьях, примирившихся со своим прошлым, Никола Баркер в 2000 году получила международную литературную премию IMPAC Dublin. За этим романом последовали Five Miles from Outer Hope (2000) о подростке, живущем на маленьком острове у побережья Девона[1], и Clear в 2004 году, вдохновением для которого послужил стеклянный ящик, в котором фокусник Дэвид Блейн прожил 44 дня без еды над Темзой возле Тауэрского моста.
В 2007 году был опубликован её роман Darkmans, который не только получил премию Hawthornden Prize в 2008 году, но и был номинирован на Букеровскую премию за 2007 год и премию Ондатже. Роман рассказывает о придворном шуте и биографе английского короля Эдуарда IV. В 2010 году был опубликован комический эпистолярный роман «Кража почтового ящика в Берли-Кросс». В 2017 году она была удостоена премии Голдсмита за роман H(a)ppy.

## Произведения

### Романы
- Reversed Forecast (1994)
- Small Holdings (1995)
- Wide Open (1998)
- Five Miles from Outer Hope (2000)
- Behindlings (2002)
- Clear: A Transparent Novel (2004)
- Darkmans (2007)
- Burley Cross Postbox Theft (2010)
- The Yips (2012)
- In the Approaches (2014)
- The Cauliflower (2016)
- H(a)ppy (2017)